# Praia de Aganoa
Praia de Aganoa, ou Aganoa Beach, é uma praia que está situada na costa leste da Ilha savai'i, em Samoa. As águas ao largo da praia são um conhecido pico de surf em recife na região e foram o local escolhido para a competição de surf nos Jogos do Pacífico de 2007. As quebras da esquerda e da direita ficam à mesma distância da praia.
Há uma estrutura sobre uma praia de areia branca feita por moradores para os visitantes. A praia fica a 15 minutos do Aeroporto Maota.